# Marguerite Bertsch
Pour les articles homonymes, voir Bertsch.
Marguerite Bertsch est une scénariste et réalisatrice américaine, née le 14 décembre 1889 à New York, morte le 23 juillet 1969.

## Filmographie

### comme scénariste
- 1912 : Nothing to Wear
- 1912 : Una of the Sierras
- 1913 : The Wreck (en) de W. J. Lincoln
- 1913 : Cutey and the Twins
- 1913 : The Midget's Revenge
- 1913 : One Can't Always Tell (en) de Van Dyke Brooke
- 1913 : The Carpenter
- 1913 : The Prince of Evil
- 1913 : The Flirt
- 1913 : The Tiger de Frederick A. Thomson
- 1913 : The Diver
- 1914 : Wife Wanted
- 1914 : Uncle Bill
- 1914 : He Never Knew
- 1914 : Captain Alvarez
- 1914 : My Official Wife
- 1914 : Shadows of the Past
- 1914 : The Painted World
- 1914 : A Florida Enchantment
- 1915 : The Man Behind the Door
- 1915 : Mortmain
- 1916 : The Vital Question
- 1916 : Salvation Joan
- 1916 : Through the Wall
- 1916 : The Devil's Prize
- 1917 : The Soul Master

### comme réalisatrice
- 1916 : The Law Decides
- 1916 : The Devil's Prize
- 1917 : The Glory of Yolanda